# Comisión Nacional sobre la Desaparición de Personas
La Comisión Nacional sobre la Desaparición de Personas (Commissione Nazionale sulla Scomparsa delle Persone, CONADEP) fu un organismo argentino, creato dal presidente Raúl Alfonsín il 15 dicembre 1983, poco dopo la sua elezione, per investigare sul destino dei desaparecidos e su altre violazioni dei diritti umani (si veda: guerra sporca) compiuti durante la dittatura militare dal 1976 al 1983.

## Storia
Nel 1983, la vittoria elettorale del leader
radicale Alfonsin "apre la strada a un confronto con la realtà
argentina post-dittatoriale, mediato però da un senso di
distaccato rispetto, onde evitare pericolose inversioni di
tendenza: i militari esercitano ancora una forte autorità. (...) L’epoca è
quella dell’ammissione dei delitti, ma anche della più totale
impunità nei confronti dei carnefici: la pubblicazione degli
atti della Conadep, la commissione presidenziale presieduta
dallo scrittore Ernesto Sábato - istituita dallo stesso Alfonsin (...) - comprova le
crudeltà e i soprusi messi in atto dal sistema repressivo, con
chiare indicazioni sui mandanti e diversi esecutori materiali.
A ciò fa seguito tuttavia una serie di provvedimenti del
governo (legge dell’Obediencia debida e legge del Punto
final), ratificati dal Parlamento, volti a rendere impraticabile
la via penale nei confronti dei militari artefici dei reati di lesa
umanità. A completare l’occultamento delle responsabilità
criminali segue infine, nel 1990, l’indulto promulgato dal presidente
Menem, succeduto ad Alfonsin l’anno precedente".

## Esito
Le ricerche della commissione investigatrice vennero documentate nel rapporto Nunca más (Mai più), consegnato ad Alfonsín il 20 settembre 1984, che aprì le porte al processo della Junta militare della dittatura.

## Composizione
I membri del CONADEP erano:
- Ernesto Sábato (Presidente)
- Ricardo Colombres
- René Favaloro
- Hilario Fernández Long
- Carlos T. Gattinoni
- Gregorio Klimovsky
- Marshall T. Meyer
- Jaime F. de Nevares
- Eduardo Rabossi
- Magdalena Ruiz Guiñazú
- Santiago Marcelino López (1)
- Hugo Diógenes Piucill (1)
- Horacio Hugo Huarte (1)

(1) designati dalla Camera dei deputati.
Vennero nominati anche cinque segretari:
- Graciela Fernández Meijide:  Deposizioni
- Daniel Salvador: Documentazione e elaborazione dati
- Raúl Aragón: Procedure
- Alberto Mansur: Affari legali
- Leopoldo Silgueira: Amministrazione